# Туртык
Туртык (баш. Туртыҡ) — село в Янаульском районе Республики Башкортостан Российской Федерации. Входит в состав Воядинского сельсовета.

## География

### Географическое положение
Находится на речке Вояда. Расстояние до:
- районного центра (Янаул): 32 км,
- центра сельсовета (Вояды): 4 км,
- ближайшей ж/д станции (Янаул): 32 км.

## История

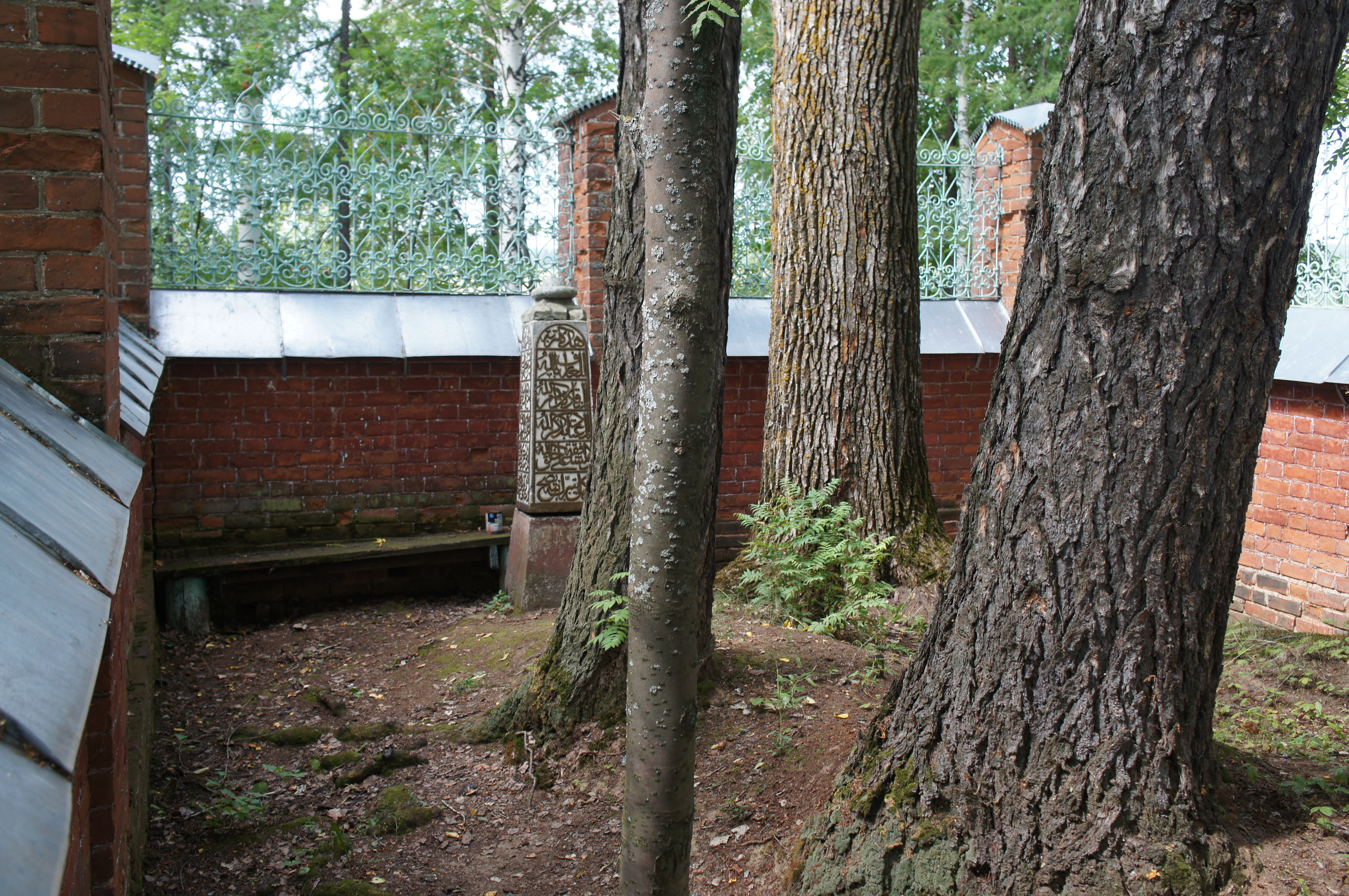
Могила ишана Мухаммаднура ат-Туртаки

Основано предположительно в 1810-20-х годах выходцами из ближайших деревень. В 1847 году построена мечеть. В 1859 году в 33 дворах проживало 174 человека.
В 1904 году в деревне Туртыги Ново-Артауловской волости Осинского уезда Пермской губернии — 82 двора. В 79 крестьянских дворах проживал 431 житель (198 мужчин, 233 женщины), башкиры-вотчинники. В оставшихся 3 дворах, не приписанных к крестьянской общине — 9 человек (4 мужчины, 5 женщин).
В 1920 году в деревне проживало 727 человек (325 мужчин и 402 женщины) в 137 дворах. До конца 1924 года существовал сельсовет, переведенный затем в село Вояды.
К 1926 году деревня была передана из Уральской области в состав Янауловской волости Бирского кантона Башкирской АССР.
С 1930 по 1953 год существовал колхоз «Туры юл».
В 1939 году население села — 623 человека, в 1959—563 жителя.
В 1982 году здесь проживало около 260 человек.
В 1989 году — 169 человек (77 мужчин, 92 женщины).
В 2002 году — 125 человек (60 мужчин, 65 женщин), башкиры (94 %).
В 2010 году — 84 человека (41 мужчина, 43 женщины).

## Население
| 2002 | 2009 | 2010 |
| ---- | ---- | ---- |
| 125  | ↘98  | ↘84  |

## Достопримечательности
- В селе расположен памятник истории — могила ишана Мухаммаднура ат-Туртаки (фамильное захоронение Мухаммеда Мокима и его семьи) с надгробным камнем, на который нанесены надписи на староарабском языке. Мухаммед Моким был местным меценатом, на его средства в 1847 году построена ныне существующая в Туртыке мечеть[12].